# Никарагуа (озеро)
Никара́гуа (исп. Lago de Nicaragua, Lago Cocibolca, Mar Dulce, Gran Lago, Gran Lago Dulce, или Lago de Granada) — крупное пресноводное озеро в Никарагуа тектонического происхождения.

## Этимология
Гидроним по индейскому племени никарао, жившему на берегах озера; элемент -гуа, не имеющий однозначного перевода, широко представлен в аборигенной топонимии всей Латинской Америки. Иногда название связывают с именем вождя этого племени Никарао (? — ок. 1523), который был вероломно убит испанскими конкистадорами.

## Общие сведения
Площадь озера — 8157 км², что делает его крупнейшим по площади пресноводным озером в Латинской Америке и вторым среди всех латиноамериканских озёр (после Маракайбо). По разным данным, занимает 19-ю или 20-ю позицию в списке крупнейших озёр мира. Соединено рекой Типитапа с озером Манагуа. Высота над уровнем моря — 32 м. Длина — 177 км. Максимальная глубина — до 70 м, средняя — 13 м. Объём — 108 км³, площадь водосбора — 23 844 км².

## Экология озера
Никарагуа — единственное в мире пресноводное озеро, в котором водятся акулы. Ввиду этого факта и из-за небольшого расстояния до Тихого океана учёные полагают, что территория, на которой расположено озеро, раньше была морским заливом. Со временем проход к морю закрылся и образовалось озеро, в котором до сих пор живут акулы.
Первоначально считалось, что акулы, обитающие в озере, принадлежат к эндемическому виду Carcharhinus nicaraguensis. Однако в 1961 году был проведён сравнительный анализ образцов озёрных и морских акул и в результате озёрная популяция была признана синонимом тупорылой акулы. Впоследствии было обнаружено, что акулы-быки способны выпрыгивать из воды, подобно лососям, преодолевая пороги быстрой реки Сан-Хуан, соединяющей озеро с Карибским морем. Помеченных в озере акул ловили в открытом море и наоборот. Для совершения перехода из моря в озеро акулам требуется от 7 до 11 дней.
На озере имеются группы островов, такие как Ометепе и Солентинаме.

## Судоходный канал
Никарагуа связано с Карибским морем судоходной рекой Сан-Хуан, что превращает приозёрный город Гранада в атлантический порт, хотя он и ближе к Тихому океану. Раньше на озере происходили случаи пиратства.
До строительства Панамского канала существовали планы по строительству Никарагуанского канала через озеро для прохода из одного океана в другой. С окончанием строительства Панамского канала никарагуанские проекты стали не столь актуальны, однако идея нового строительства всплывала время от времени, например, на встрече президентов России и Никарагуа 18 декабря 2008 года.
В июле 2014 года был утверждён маршрут Никарагуанского канала между Тихим и Атлантическим океанами, который пройдёт через озеро Никарагуа. Строительство началось 22 декабря 2014 года. С этим обстоятельством связаны возражения противников строительства, которые опасаются, что с началом океанского судоходства озеро потеряет своё значение как источник пресной воды.